# Steigerwaldstadion
El Steigerwaldstadion o también conocido como Multifunktionsarena Erfurt es un estadio ubicado en la ciudad de Erfurt, Alemania. Actualmente tiene capacidad para albergar a 18 611 espectadores, habiendo sido construido en 1931. Es mayormente utilizado para encuentros de fútbol, siendo la casa del equipo FC Rot-Weiß Erfurt.
Entre 1948 y 1991 (en la época de la República Democrática Alemana), el Steigerwaldstadion era conocido como Estadio Georgij-Dimitroff, en nombre del líder comunista búlgaro Georgi Dimitrov (1882–1949).
El 13 de junio de 1996 Bon Jovi se presentó en el estadio durante la gira These Days Tour y el 25 de mayo de 2003 durante su gira Bounce Tour.